# Kiss Elemér (jogász)
Kiss Elemér (Somlószőlős, 1944. április 21. –) magyar jogász, ügyvéd. Számos államigazgatási tisztséget töltött be. 1989 és 1990 között a Minisztertanács Hivatalának elnöke volt államtitkári beosztásban, 1994 és 1998 között a Miniszterelnöki Hivatal vezetője volt közigazgatási államtitkári, 2002 és 2003 között miniszteri beosztásban.

## Életpályája
1958-ban kezdte meg középiskolai tanulmányait a pápai Türr István Gimnáziumban, majd 1959-ben átkerült a budapesti Landler Jenő Gimnáziumba, ahol 1962-ben szerzett érettségit. 1963-ban vették fel az Eötvös Loránd Tudományegyetem Állam- és Jogtudományi Karára. Itt 1968-ban szerzett jogi doktorátust. 
Diplomájának megszerzése után előbb a budapesti II-XI-XII. kerületi Bíróság fogalmazója, majd a 22. Számú Állami Építőipari Vállalat jogi előadója volt. 1969-ben átkerült az államigazgatásba, először az Építésügyi és Városfejlesztési Minisztérium törvény-előkészítő főosztályának főelőadója, 1972-től a Minisztertanács titkárságának jogi osztályvezető-helyettese volt. 1977-ben az Egészségügyi Minisztérium igazgatási és jogi főosztályának vezetőjévé nevezték ki. Közben elvégezte az MSZMP Politikai Főiskoláját. 
1985-ben visszatért a Minisztertanács titkárságára, amelynek helyettes vezetője, illetve a jogi főosztály vezetője lett. 1988-ban a Minisztertanács Hivatalának elnökhelyettesévé, valamint a jogi és parlamenti titkárság vezetőjévé nevezték ki. 1989-ben a hivatal elnöke lett államtitkári beosztásban a kormány hivatali idejének végéig. Ebben az időszakban a Magyar Közlöny főszerkesztője volt.
A rendszerváltást követő első szabad választás után megalakult Antall-kormányban a Környezetvédelmi és Területfejlesztési Minisztérium közigazgatási államtitkára lett, ahonnan 1991-ben távozott. Ezt követően ügyvédként kezdett el dolgozni. A Horn-kormány időszaka alatt (1994 és 1998 között) a Miniszterelnöki Hivatalt vezette közigazgatási államtitkári beosztásban. Ezt követően ismét ügyvédként dolgozott 2002-ig. A Medgyessy-kormány megalakulásakor ismét átvette a Miniszterelnöki Hivatal vezetését, immár miniszterként. Tisztségéről 2003-ban mondott le, amikor kiderült, hogy ügyvédi irodája (amelyben akkor szüneteltette tevékenységét) több állami megbízást kapott. Ekkor visszatért ügyvédi irodájába. 2004 és 2005 között a Magyar Sörgyártók Szövetsége elnöke volt. Ezenkívül különböző közigazgatással kapcsolatos szakcikkeket publikál különböző folyóiratokban.
1998-ban elnyerte a Magyar Érdemrend parancsnoki keresztje a csillaggal kitüntetést.